# شارفورر

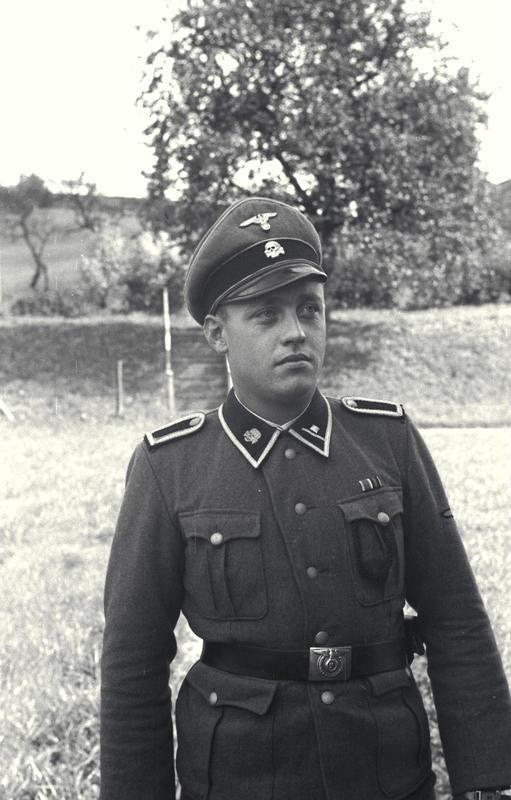
SS-Scharführer يخدم في معسكر اعتقال ماوتهاوزن

شارفوهرر ([ˈʃaːɐ̯.fyːʀɐ]، «قائد فرقة») رتبة تستخدم في أوائل القرن العشرين في المصطلحات العسكرية الألمانية. في الألمانية، كان Schar مصطلحًا واحدًا لأصغر وحدة فرعية، أي ما يعادل (على سبيل المثال) «القوات» أو «حضيرة» أو «قسم». كلمة الفوهرر تعني ببساطة «زعيم».
تعود جذور مصطلح Scharführer إلى الحرب العالمية الأولى، عندما تمت إحالته إلى ضابط صف المسؤول عن العديد من جنود الصدمة، أو جنود القوات الخاصة الأخرى.
ومع ذلك، كانت تستخدم على نطاق واسع من قبل المنظمات شبه العسكرية للحزب النازي، بين عامي 1925 و1945 وأصبحت مرتبطة بقوة بها.

## شارة

Shoulder strap SS-Scharführer (SS-Oberjunker)
HJ Shoulder strap
NSFK Gorget patches
NSKK Gorget patch
SA Gorget patch
SS Gorget patches

## قائمة المراجع
- Flaherty، T. H. (2004) [1988]. The Third Reich: The SS. Time-Life Books, Inc. ISBN:1 84447 073 3.
- McNab، Chris (2009). The SS: 1923–1945. Amber Books Ltd. ISBN:978-1-906626-49-5.